# Sacheen Littlefeather
Sacheen Littlefeather, född Marie Louise Cruz den 14 november 1946 i Salinas, Kalifornien, död 2 oktober 2022 i Novato, Kalifornien, var en amerikansk aktivist och skådespelare. I samband med ockupationen av Alcatraz började hon arbeta för de amerikanska urfolkens rättigheter. 
Hon är mest känd för att ha företrätt Marlon Brando och å hans vägnar tackat nej till hans Oscar för bästa manliga huvudroll vid Oscarsgalan 1973, i protest mot hur filmindustrin behandlade amerikansk ursprungsbefolkning.

## Biografi
Littlefeather föddes i Salinas i Kalifornien. Hennes mor hade europeiskt ursprung och hennes far påstods vara apache och yaqui, vilket Littlefeathers systrar dock sagt inte stämmer. När hennes mor blev gravid flyttade paret till Kalifornien, eftersom blandade par var olagliga i Arizona. 
Hon studerade vid California State College (nu California State University, East Bay), och efter det studerade hon skådespeleri efter att ha fått ett stipendium från American Conservatory Theater.  
År 1969 blev Littlefeather medlem i Indians of all tribes, och deltog i ockupationen av Alcatraz. I och med det tog hon namnet Sacheen Littlefeather.
År 1973 fick Marlon Brando en Oscar för sin roll i Gudfadern. Brando var förargad över hur USA och Hollywood behandlade ursprungsbefolkningen i USA och vägrade, i protest mot detta, ta emot sin Oscar. Han skickade då Littlefeather till Oscarsgalan, där hon skulle hålla ett femton sidor långt tal. Producenterna sa dock till henne att hon inte fick tala i mer än 60 sekunder, så hon improviserade istället, men höll talet för journalister efteråt. År 2022 bad Oscarsakademin Littlefeather om ursäkt för trakasserier hon utsattes för under och efter talet på Oscarsgalan. 2022 hävdade Littlefeathers två systrar att Littlefeather, vars riktiga namn var Marie Louise Cruz, inte alls hade något indianskt påbrå.
Littlefeather medverkade i ett halvdussin filmer, bland annat The Trial of Billy Jack (1974) och Johnny Firecloud (1975).